# Vic Watson
Victor Watson (* 10. November 1897 in Girton, Cambridgeshire; † 3. August 1988) war ein englischer Fußballnationalspieler. Der Mittelstürmer ist bis heute Rekordtorschütze von West Ham United. Er erzielte zwischen 1920 und 1935 326 Tore in 505 Spielen. In seiner Karriere schaffte er 13 Hattricks. Im Februar 1929 erzielte er beim 8:2-Sieg gegen Leeds United gleich sechs Tore. In zwei weiteren Spielen traf er viermal.

## Karriere

### Verein
Watson wechselte 1920 für eine Ablösesumme von nur 50 Pfund von seinem Ausbildungsverein Wellingborough Town zu West Ham United. Dort war er zunächst nur als Backup für Syd Puddefoot eingeplant und kam in seiner ersten Saison nur auf neun Einsätze. Doch schon bald machte er sich durch Tore unentbehrlich. In seiner zweiten Saison traf er schon 13-mal. In der folgenden Saison trug er mit 27 Toren dazu bei, dass die Hammers erstmals in die Football League First Division aufstiegen und zudem ins Finale des FA-Cups vordrangen. In der Saison 1929/30 erzielte Watson in 44 Spielen 50 Tore und wurde Torschützenkönig der First Division.
Nach seiner Zeit bei West Ham spielte er noch eine Saison beim FC Southampton und war in der Saison mit 37 Jahren bester Torschütze des Clubs mit 14 Toren aus 36 Partien.

### Nationalmannschaft
Im März 1923 debütierte Watson in der englischen Nationalmannschaft bei einem 2:2 gegen Wales und erzielte direkt das Tor zur zwischenzeitlichen 2:1-Führung. Einen Monat später stand er wieder für England auf dem Platz und traf erneut. Trotzdem folgte das dritte Länderspiel erst sieben Jahre später im April 1930. Nach insgesamt fünf Länderspielen mit vier Treffern endete Watson Karriere in der Nationalmannschaft im Mai 1930 schon wieder.

### Nach der Karriere
Nach seiner Karriere wurde Watson in seiner Heimatstadt Girton Gärtner. Er starb im August 1988 im Alter von 90 Jahren.